# Ха-Ел-Икс
Ха-Ел-Икс (HLX) је немачка нискотарифна авио-компанија са главном базом у немачком граду Лангенхаген код Хановерa. Као додатне базе служе аеродроми у Келну и Штутгарту. Почетком зимског реда летења 2006/2007 компанија ће отвориту четврту базу на аеродому Хале-Лајпциг.
Основана 2002, компанија припада алијанси ТУИфлај (TUIfly), што значи да је предузеће ћерка немачке туристичке компаније ТУИ (TUI). Компанија послује на националном тржишту Немачке и у Европи. У својој реклами и изгледу авиона се рекламирају такозване „такси цене“. Авиони имају боје које су сличне такси возилима у америчком граду Њујорку. Тиме се рекламирају упоређујући просечно ниже цене од осталих класичних авио-компанија. Званични рекламни слоган гласи: „Летети по цени вожње таксијем." У посебним терминима једносмерни лет укључујући таксе и додатак за гориво може се добити за 19,99 евра. То важи за све летове који се довољно унапред резервишу. Преостале карте се чешће распродају у такозваним Ха-Ел-Икс срећним сатима (HLX Happy-Hours). То су одабрани и временски ограничени термини продаје.
Немачка фондација за заштиту потрошача Штифтунг Варентест (Stiftung Warentest) доделила је овој компанији немачку школску оцену „ДОБАР“ (нем. GUT) за своје пословање и пружање услуга. То је друга најбоља оцена по немачком систему школског оцењивања.

## Флота
Са изузетком посебног дела компаније за пословне летове (Hapag-Lloyd Executive), Ха-Ел-Икс нема сопствене летилице, већ користи авионе у лизингу. Лизинг партнери су компанија сестра Хапагфај (Hapagfly) и чартер компанија Германиа (Germania).
У саставу флоте су 18 авиона (мај 2006):
- 5 Боинг 737-500
- 8 Боинг 737-700
- 3 Боинг 737-800
- 2 Фокер 100

## Хапаг-Лојд пословни летови
У саставу компаније је део за пословне летове (Hapag-Lloyd Executive) коме припадају мали авиони:
- 2 Чаленџера ЦЛ 604
- 1 Чесна Цитејшн Браво 550
- 1 Лирџет 60

Они лете за разна предузећа као немачку енергетску компанију ЕОН (E.ON), компанију Талнакс (Talanx) или за управу матичне компаније ТУИ (TUI). База им је аеродром Лангенхаген код Хановера.

## Дестинације
Немачка одредишта: Берлин, Келн, Хамбург, Хановер, Лајпциг, Минхен, Штутгарт
Европска одредишта: 
Бари,
Билбао,
Валенсија,
Венеција,
Даблин,
Дубровник,
Единбург,
Флоренц,
Генуа,
Катаниа,
Клагенфурт,
Ковентри,
Манчестер,
Марсељ,
Милано,
Напуљ,
Њукасл,
Олбиа,
Палермо,
Палма де Мајорка,
Париз,
Пиза,
Ријека,
Рим,
Римини,
Салцбург,
Стокхолм